# 赵文峰 (1968年)
赵文峰（1968年10月—），男，汉族，河南商水人，中华人民共和国政治人物。中央党校研究生学历，曾任平顶山市人民政府市长，现任河南省供销合作总社监事会主任。

## 生平
1986年9月到1988年7月在驻马店师专中文专业学习。1988年1月加入中国共产党。1988年7月参加工作，1994年在职毕业于河南大学本科函授中文专业。早年任共青团驻马店市委书记，遂平县县长和县委书记；
2011年8月，任中共驻马店市委常委、统战部部长；2015年4月，任中共驻马店市委常委、政法委书记。
2016年9月，任中共许昌市委常委、纪委书记；2019年3月，任许昌市人民政府常务副市长。
2021年7月，任中共平顶山市委副书记，市人民政府市长。
2023年1月，任河南省供销合作总社监事会主任。